# 魮脂鯉屬
魮脂鯉屬（学名：Hyphessobrycon）为脂鯉科的一属鱼类。

## 下属物种
本属包括以下物种：